# Europäischer Filmpreis/Beste Regie

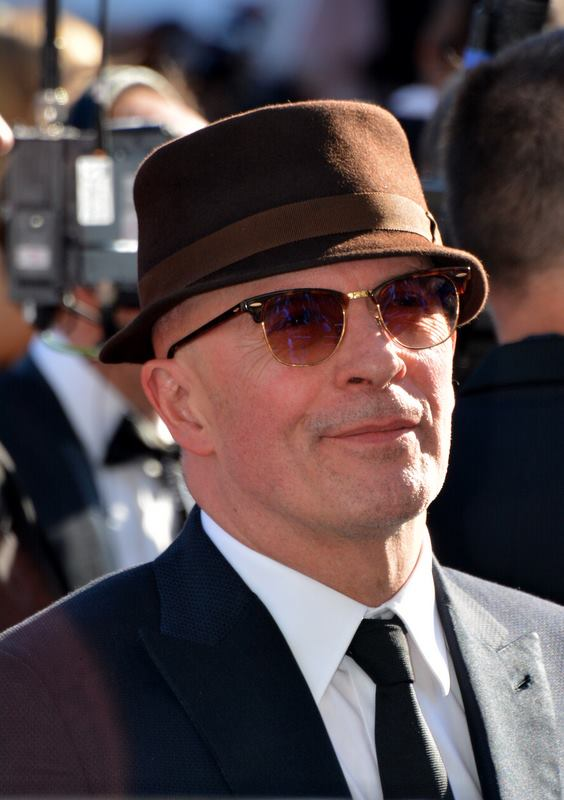
Preisträger 2024: Jacques Audiard (Emilia Pérez)

Der Europäische Filmpreis in der Kategorie Beste Regie (englisch European Director) wird seit der ersten Verleihung im Jahr 1988 vergeben. Die Mitglieder der Europäischen Filmakademie (EFA) stimmen über den Gewinner ab.

## Hintergrund
Am häufigsten mit dem Regiepreis ausgezeichnet wurden mit bislang drei Siegen der Österreicher Michael Haneke sowie französische und spanische Regisseure. Mit Wim Wenders (1988) und Maren Ade (2016) waren zwei weitere deutschsprachige Filmemacher erfolgreich. Als einzige andere Regisseurinnen neben Ade wurden 2011 die Dänin Susanne Bier (In einer besseren Welt), 2021 die Bosnierin Jasmila Žbanić (Quo Vadis, Aida?) und 2023 die Französin Justine Triet (Anatomie eines Falls) geehrt.
| Statistik (Ohne Publikumspreis)    | Film              | Anzahl | Jahr                                       |
| ---------------------------------- | ----------------- | ------ | ------------------------------------------ |
| Häufigste Auszeichnungen           | Michael Haneke    | 3      | 2005, 2009, 2012                           |
| Häufigste Nominierungen (* = Sieg) | Pedro Almodóvar   | 7      | 2002*, 2004, 2006*, 2009, 2016, 2019, 2024 |
| Häufigste Nominierungen ohne Sieg  | Nuri Bilge Ceylan | 3      | 2003, 2012, 2014                           |

## Preisträger

### 1980er-Jahre
1988
Wim Wenders – Der Himmel über Berlin
- nominiert:
  - Terence Davies – Entfernte Stimmen – Stilleben (Distant Voices, Still Lives)
  - Louis Malle – Auf Wiedersehen, Kinder (Au revoir les enfants)
  - Manoel de Oliveira – Die Kannibalen (Os Canibais)
  - Sergei Paradschanow – Kerib, der Spielmann (Ашик-кериб)

1989
Géza Bereményi – Eldorado
- nominiert:
  - Theo Angelopoulos – Landschaft im Nebel (Τοπίο στην ομίχλη)
  - Maciej Dejczer – 300 Meilen bis zum Himmel (300 mil do nieba)
  - Wassili Pitschul – Kleine Vera (Malenkaja Vera)
  - Jim Sheridan – Mein linker Fuß (My Left Foot)

### 1990er-Jahre
1990–1999
Preis nicht vergeben

### 2000er-Jahre
2000
Preis nicht vergeben

2001
Jean-Pierre Jeunet – Die fabelhafte Welt der Amélie (Le Fabuleux Destin d'Amelie Poulain)
- nominiert:
  - José Luis Garci – You're the one (Una historia de entonces)
  - Péter Gothár – Paszport
  - Ermanno Olmi – Der Medici-Krieger (Il mestiere delle armi)
  - François Ozon – Unter dem Sand (Sous le sable)
  - Éric Rohmer – Die Lady und der Herzog (L’anglaise et le duc)

2002
Pedro Almodóvar – Sprich mit ihr (Hable con ella)
- nominiert:
  - Marco Bellocchio – L’ora di religione
  - Andreas Dresen – Halbe Treppe
  - Aki Kaurismäki – Der Mann ohne Vergangenheit (Mies vailla menneisyyttä)
  - Mike Leigh – All or Nothing
  - Ken Loach – Sweet Sixteen
  - Roman Polański – Der Pianist (The Pianist)
  - Alexander Sokurow – Russian Ark (Русский ковчег)

2003
Lars von Trier – Dogville
- nominiert:
  - Wolfgang Becker – Good Bye, Lenin!
  - Nuri Bilge Ceylan – Uzak – Weit (Uzak)
  - Isabel Coixet – Mein Leben ohne mich (My Life Without Me)
  - Marco Tullio Giordana – Die besten Jahre (La meglio gioventù)
  - Michael Winterbottom – In This World – Aufbruch ins Ungewisse (In This World)

2004
Alejandro Amenábar – Das Meer in mir (Mar adentro)
- nominiert:
  - Fatih Akin – Gegen die Wand
  - Pedro Almodóvar – La mala educación – Schlechte Erziehung (La mala educación)
  - Theo Angelopoulos – Trilogie I – Die Erde weint (Trilogia – To livadi pou dakrizi)
  - Nimród Antal – Kontroll
  - Agnès Jaoui – Schau mich an! (Comme une image)

2005
Michael Haneke – Caché
- nominiert:
  - Susanne Bier – Brothers – Zwischen Brüdern (Brødre)
  - Roberto Faenza – Alla luce del sole
  - Álex de la Iglesia – Ein ferpektes Verbrechen – Crimen ferpecto (Crimen ferpecto)
  - Paweł Pawlikowski – My Summer of Love
  - Cristi Puiu – Der Tod des Herrn Lazarescu (Moartea domnului Lăzărescu)
  - Wim Wenders – Don’t Come Knocking

2006
Pedro Almodóvar – Volver – Zurückkehren (Volver)
- nominiert:
  - Susanne Bier – Nach der Hochzeit (Efter brylluppet)
  - Emanuele Crialese – Golden Door (Nuovomondo)
  - Florian Henckel von Donnersmarck – Das Leben der Anderen
  - Ken Loach – The Wind That Shakes the Barley
  - Michael Winterbottom und Mat Whitecross – The Road to Guantanamo

2007
Cristian Mungiu – 4 Monate, 3 Wochen und 2 Tage (4 luni, 3 săptămâni și 2 zile)
- nominiert:
  - Fatih Akin – Auf der anderen Seite
  - Roy Andersson – Das jüngste Gewitter (Du levande)
  - Stephen Frears – Die Queen (The Queen)
  - Kevin Macdonald – Der letzte König von Schottland – In den Fängen der Macht (The Last King of Scotland)
  - Giuseppe Tornatore – Die Unbekannte (La sconosciuta)

2008
Matteo Garrone – Gomorrha – Reise in das Reich der Camorra (Gomorra)
- nominiert:
  - Laurent Cantet – Die Klasse (Entre les murs)
  - Andreas Dresen – Wolke Neun
  - Ari Folman – Waltz with Bashir (ואלס עם באשיר)
  - Steve McQueen – Hunger
  - Paolo Sorrentino – Il Divo

2009
Michael Haneke – Das weiße Band – Eine deutsche Kindergeschichte
- nominiert:
  - Pedro Almodóvar – Zerrissene Umarmungen (Los abrazos rotos)
  - Andrea Arnold – Fish Tank
  - Jacques Audiard – Ein Prophet (Un prophète)
  - Danny Boyle – Slumdog Millionär (Slumdog Millionaire)
  - Lars von Trier – Antichrist

### 2010er-Jahre
2010
Roman Polański – Der Ghostwriter (The Ghost Writer)
- nominiert:
  - Olivier Assayas – Carlos – Der Schakal (Carlos)
  - Semih Kaplanoğlu – Bal – Honig (Bal)
  - Samuel Maoz – Lebanon (לבנון)
  - Paolo Virzì – La prima cosa bella

2011
Susanne Bier – In einer besseren Welt (Hævnen)
- nominiert:
  - Jean-Pierre und Luc Dardenne – Der Junge mit dem Fahrrad (Le gamin au vélo)
  - Aki Kaurismäki – Le Havre
  - Béla Tarr – Das Turiner Pferd (A Torinói ló)
  - Lars von Trier – Melancholia

2012
Michael Haneke – Liebe (Amour)
- nominiert:
  - Nuri Bilge Ceylan – Once Upon a Time in Anatolia (Bir Zamanlar Anadolu’da)
  - Steve McQueen – Shame
  - Paolo und Vittorio Taviani – Cäsar muss sterben (Cesare deve morire)
  - Thomas Vinterberg – Die Jagd (Jagten)

2013
Paolo Sorrentino – La Grande Bellezza – Die große Schönheit (La grande bellezza)
- nominiert:
  - Pablo Berger – Blancanieves – Ein Märchen von Schwarz und Weiß (Blancanieves)
  - Abdellatif Kechiche – Blau ist eine warme Farbe (La vie d’Adèle – Chapitre 1 & 2)
  - François Ozon – In ihrem Haus (Dans la maison)
  - Giuseppe Tornatore – The Best Offer – Das höchste Gebot (La migliore offerta)
  - Felix Van Groeningen – The Broken Circle (The Broken Circle Breakdown)

2014
Paweł Pawlikowski – Ida
- nominiert:
  - Nuri Bilge Ceylan – Winterschlaf (Kış uykusu)
  - Steven Knight – No Turning Back (Locke)
  - Ruben Östlund – Höhere Gewalt (Turist)
  - Andrei Swjaginzew – Leviathan (Левиафан)
  - Paolo Virzì – Human Capital (Il capitale umano)

2015
Paolo Sorrentino – Ewige Jugend (Youth)
- nominiert:
  - Roy Andersson – Eine Taube sitzt auf einem Zweig und denkt über das Leben nach (En duva satt på en gren och funderade på tillvaron)
  - Yorgos Lanthimos – The Lobster
  - Nanni Moretti – Mia Madre (Mia madre)
  - Sebastian Schipper – Victoria
  - Małgorzata Szumowska – Body (Ciało)

2016
Maren Ade – Toni Erdmann
- nominiert:
  - Pedro Almodóvar – Julieta
  - Ken Loach – Ich, Daniel Blake (I, Daniel Blake)
  - Cristian Mungiu – Bacalaureat
  - Paul Verhoeven – Elle

2017
Ruben Östlund – The Square
- nominiert:
  - Ildikó Enyedi – Körper und Seele (Testről és lélekről)
  - Aki Kaurismäki – Die andere Seite der Hoffnung (Toivon tuolla puolen)
  - Yorgos Lanthimos – The Killing of a Sacred Deer
  - Andrei Swjaginzew – Loveless (Нелюбовь)

2018
Paweł Pawlikowski – Cold War – Der Breitengrad der Liebe (Zimna wojna)
- nominiert:
  - Ali Abbasi – Border (Gräns)
  - Matteo Garrone – Dogman
  - Samuel Maoz – Foxtrot – Der Tanz des Schicksals (פוֹקְסטְרוֹט)
  - Alice Rohrwacher – Glücklich wie Lazzaro (Lazzaro felice)

2019
Giorgos Lanthimos – The Favourite – Intrigen und Irrsinn (The Favourite)
- nominiert:
  - Pedro Almodóvar – Leid und Herrlichkeit (Dolor y gloria)
  - Marco Bellocchio – Der Verräter (Il traditore)
  - Roman Polański – Intrige (J’accuse)
  - Céline Sciamma – Porträt einer jungen Frau in Flammen (Portrait de la jeune fille en feu)

### 2020er-Jahre
2020
Thomas Vinterberg – Der Rausch (Druk)
- nominiert:
  - Agnieszka Holland – Charlatan
  - Jan Komasa – Corpus Christi
  - Pietro Marcello – Martin Eden
  - François Ozon – Sommer 85 (Été 85)
  - Maria Sødahl – Hope (Håp)

2021
Jasmila Žbanić – Quo Vadis, Aida?
- nominiert:
  - Julia Ducournau – Titane
  - Radu Jude – Bad Luck Banging or Loony Porn
  - Paolo Sorrentino – The Hand of God (È stata la mano di Dio)
  - Florian Zeller – The Father

2022
Ruben Östlund – Triangle of Sadness
- nominiert:
  - Ali Abbasi – Holy Spider
  - Lukas Dhont – Close
  - Alice Diop – Saint Omer
  - Marie Kreutzer – Corsage
  - Jerzy Skolimowski – EO

2023
Justine Triet – Anatomie eines Falls (Anatomie d’une chute)
- nominiert:
  - Matteo Garrone – Io capitano
  - Jonathan Glazer – The Zone of Interest
  - Agnieszka Holland – Green Border (Zielona granica)
  - Aki Kaurismäki – Fallende Blätter (Kuolleet lehdet)

2024
Jacques Audiard – Emilia Pérez
- nominiert:
  - Pedro Almodóvar – The Room Next Door
  - Andrea Arnold – Bird
  - Maura Delpero – Vermiglio
  - Mohammad Rasulof – Die Saat des heiligen Feigenbaums